# Ступинка (село)
Ступинка (каз. Ступинка) — село в районе Шал акына Северо-Казахстанской области Казахстана. Входит в состав Семипольского сельского округа. Код КАТО — 595649500.

## География
Находится примерно в 13 км к северу от города Сергеевка, административного центра района, на высоте 148 метров над уровнем моря.

## История
До 2013 года село являлось административным центром упразднённого Ступинского сельского округа.

## Население
В 1999 году численность населения села составляла 574 человека (310 мужчин и 264 женщины). По данным переписи 2009 года в селе проживало 346 человек (182 мужчины и 164 женщины).